# Robert Girod
Robert Girod (1901) è stato un pallanuotista svizzero.
Ha fatto parte della Svizzera che ha partecipato, nel torneo di pallanuoto, ai Giochi di Parigi 1924.